# Mario Vargas Llosa
Jorge Mario Pedro Vargas Llosa (AFI: [ˈxoɾxe ˈmaɾjo ˈpeðɾo ˈβaɾɣas ˈʎosa]; Arequipa, 28 marzo 1936 – Lima, 13 aprile 2025) è stato uno scrittore e drammaturgo peruviano naturalizzato spagnolo.
Considerato uno dei massimi romanzieri e saggisti contemporanei, ha conseguito molti riconoscimenti: il Premio Nobel per la Letteratura nel 2010; il Premio Cervantes nel 1994, il più importante per la lingua spagnola; il Planeta nel 1993; il Premio Príncipe de Asturias de las Letras nel 1986; il Rómulo Gallegos nel 1967; il Biblioteca Breve nel 1962 e altri ancora. Assieme a Gabriel García Márquez, Julio Cortázar, Isabel Allende e Carlos Fuentes, è uno dei massimi esponenti del boom latinoamericano.
Come scrittore acquisì fama negli anni Sessanta coi romanzi La città e i cani (1963), La Casa Verde (1966), Conversazione nella Cattedrale (1969). La sua copiosa produzione ha spaziato attraverso vari generi, dal giornalismo alla saggistica, al teatro. La sua narrativa è stata adattata per la televisione e il cinema. La maggioranza dei suoi romanzi è ambientata in Perù, nei quali esplora la società peruviana e il clima storico della dittatura militare del generale Odría, sotto la quale trascorse la giovinezza, e i suoi pesanti condizionamenti.. I successivi romanzi narrano eventi topici di altri Paesi, e il loro clima storico: La guerra della fine del mondo, collocato nel Brasile della fine del XIX secolo, dove si narra la guerra di Canudos; La festa del caprone affronta la Santo Domingo durante la dittatura di Trujillo; Il sogno del Celta rievoca lo sfruttamento coloniale in Congo e in Amazzonia; Avventure della ragazza cattiva mescola affari di cuore e utopie rivoluzionarie; Tempi duri (2019) parte dal colpo di Stato in Guatemala del 1954.
In gioventù, fu simpatizzante del comunismo e ammiratore di Fidel Castro, ma a partire dal 1980 è diventato un ardente sostenitore del liberalismo. Nel 1990, fu il candidato presidente della coalizione di centro-destra Frente Democrático alle elezioni in Perù, ma fu sconfitto da Alberto Fujimori. Decise allora di lasciare il Paese e di chiedere la cittadinanza alla Spagna, in cui già da tempo lavorava. Nel 2011 è stato nominato marchese da Re Juan Carlos I.
Nel 2021 è stato eletto membro dell'Académie française al seggio numero 18, primo membro che non ha scritto nessuna opera in lingua francese, che Vargas Llosa parla fluentemente. Anche la pubblicazione della sua opera nella prestigiosa collezione Bibliothèque de la Pléiade, per l'editore Gallimard, costituisce una prima assoluta per uno scrittore non francese ancora vivente; è il secondo autore latino-americano pubblicato nella collana, dopo Héctor Bianciotti. È padre di 3 figli: Álvaro Vargas Llosa, Gonzales e Morgana.

## Biografia

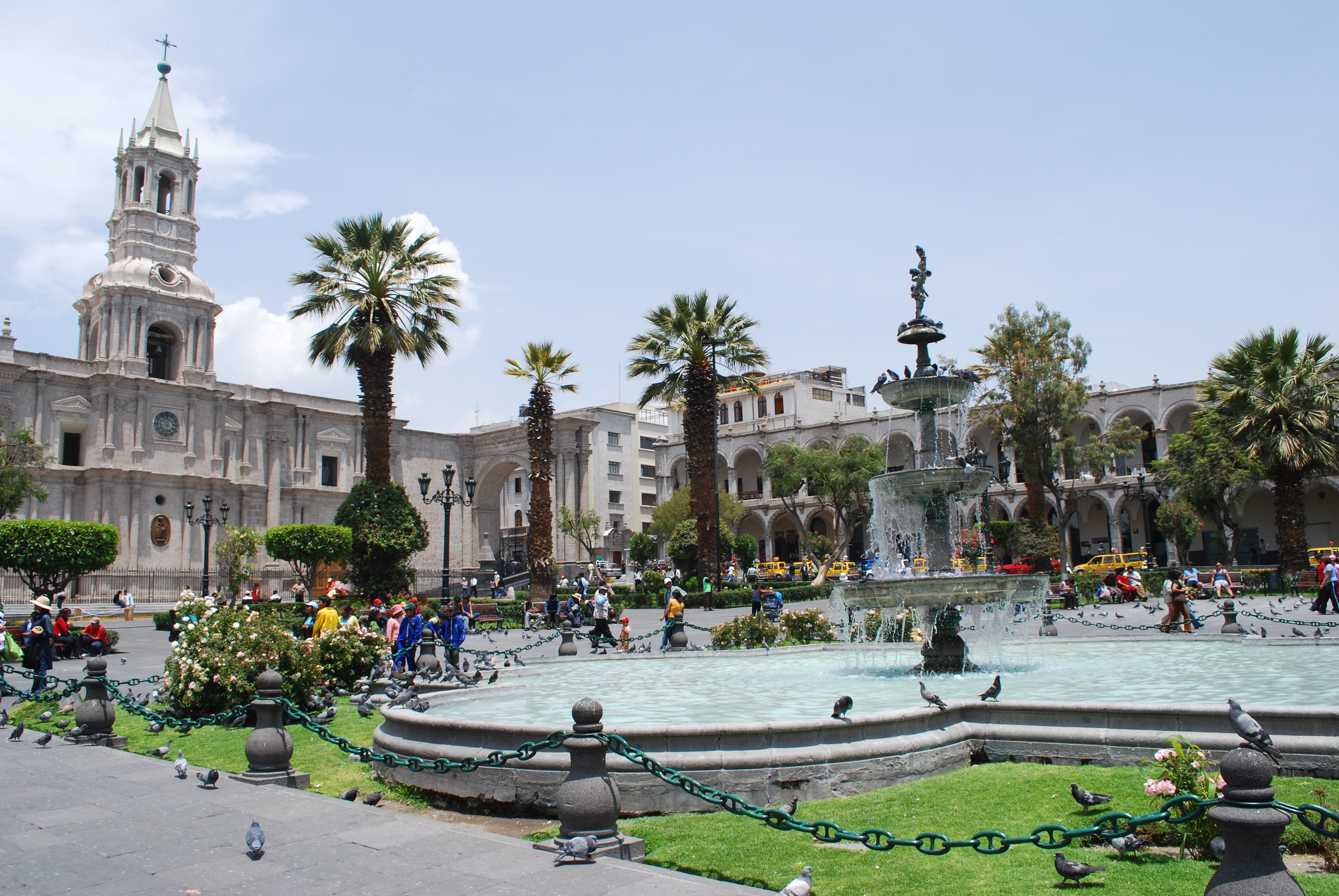
Arequipa, città natale di Vargas Llosa.

Vargas Llosa nacque ad Arequipa, una città del Perù meridionale, il 28 marzo del 1936 da una benestante famiglia borghese di ascendenza meticcia e creola, figlio unico di Ernesto Vargas Maldonado e di Dora Llosa Ureta, che si separarono qualche mese dopo la sua nascita. Poco tempo dopo il padre rivelò di avere una relazione clandestina con una donna tedesca, dalla quale avrà poi due figli: Enrique ed Ernesto Vargas.
Vargas Llosa visse con la famiglia materna ad Arequipa ancora un anno dopo il divorzio dei genitori.
Quando il nonno materno fu nominato console onorario del Perù in Bolivia, Vargas Llosa si trasferì, insieme con la madre e la famiglia, a Cochabamba, dove trascorse i primi anni della sua infanzia. I Llosa, mantenuti dal nonno di Mario, amministratore di una piantagione di cotone, fecero credere a Vargas Llosa che il padre era morto, per evitare di dovergli spiegare la separazione dei genitori. Sotto la presidenza di José Luis Bustamante y Rivero, il nonno ottenne un nuovo incarico diplomatico a Piura e così la famiglia fece ritorno in Perù. A Piura, Vargas Llosa frequentò la scuola elementare presso il Colegio Salesiano Don Bosco.
Nel 1946, Vargas Llosa si recò a Lima dove incontrò per la prima volta il padre. I genitori si rimisero insieme e trasferirono la famiglia a Magdalena del Mar, sobborgo della capitale peruviana. 
A Lima studiò nel Colegio La Salle dal 1947 al 1949. La relazione con il padre, sempre problematica, marcherà per sempre il resto della sua vita. A quattordici anni il padre lo inviò al Colegio Militar Leoncio Prado, dove ebbe come professore di francese il poeta surrealista César Moro. Un anno prima di ottenere il diploma, Vargas Llosa incominciò a collaborare come giornalista ad alcuni quotidiani locali. Si ritirò dall'accademia militare e terminò i suoi studi a Piura, dove lavorò per il giornale locale e diresse la rappresentazione teatrale della sua prima opera drammatica, La huida del Inca.
Nel 1953, durante il governo di Manuel A. Odría, Vargas Llosa entrò all'Universidad Nacional Mayor de San Marcos di Lima, dove studiò Diritto e Letteratura. Partecipò alla politica universitaria attraverso Cahuide, sotto il quale si celava il Partito Comunista perseguitato dal governo, al quale Vargas Llosa si oppose sia attraverso gli organi universitari sia durante fugaci proteste in piazza. Poco tempo dopo il giovane Vargas Llosa, si distanzierà da quel gruppo, e si iscriverà alla Democracia Cristiana di Héctor Cornejo Chàvez, sperando che questo partito potesse sostenere la candidatura di Bustamante y Rivero, del quale rimpiangeva l'esilio. Nel 1955 si sposò con Julia Urquidi, di dieci anni più anziana di lui.
Vargas Llosa incominciò seriamente la sua carriera letteraria nel 1957 con la pubblicazione dei suoi primi racconti, Los jefes e El abuelo, mentre collaborava con due giornali. Dopo la laurea nel 1958 ricevette una borsa di studio per la Universidad Complutense de Madrid in Spagna. Nel 1960, terminata la borsa per la Complutense, Vargas Llosa se ne andò in Francia, dove aveva fatto richiesta per un'altra borsa di studio, ma quando arrivò a Parigi scoprì che la sua richiesta era stata respinta. Nonostante l'inaspettata situazione finanziaria, Mario e Julia decisero di rimanere a Parigi dove Vargas Llosa cominciò a scrivere in maniera regolare. Il matrimonio durò ancora qualche anno, ma terminò con il divorzio nel 1964. Un anno dopo, Vargas Llosa sposò una cugina, Patricia Llosa, dalla quale ebbe tre figli: Álvaro, scrittore ed editore, Gonzalo, impresario, e Morgana, fotografa. Nel 2015, dopo cinquant'anni di matrimonio, ha lasciato la moglie per legarsi a Isabel Preysler, da poco rimasta vedova dell'ex ministro Miguel Boyer ed ex moglie del cantante Julio Iglesias.

### Letteratura
Tra i principali esponenti della rinascita della letteratura latinoamericana insieme con Gabriel García Márquez, Julio Cortázar, Carlos Fuentes, Jorge Luis Borges e Octavio Paz incomincia la propria carriera letteraria nel 1959 con la raccolta di racconti Los jefes.
Ma il vero successo giunge nel 1963 con il romanzo La città e i cani, pubblicato in Italia da Feltrinelli nel 1967 e ambientato in un'accademia militare, ispirandosi alla sua esperienza nell'accademia militare frequentata in gioventù a Lima.
Il libro, redatto con una particolare tecnica narrativa in cui narrazione e sovrapposizioni di tempi e piani si alternano in uno stile quasi cinematografico, viene però inizialmente addirittura bruciato perché considerato dissacrante e criticato aspramente dalle gerarchie militari peruviane, che accusano Vargas Llosa di essere al soldo del governo ecuadoriano e di screditare il valore dell'esercito nazionale. La medesima tecnica narrativa è riutilizzata anche nel seguente La Casa Verde (1966), nel quale narra le vicende di una ragazza sottratta a una tribù india della regione amazzonica e successivamente fuggita dalla comunità religiosa in cui era stata cresciuta, per diventare prostituta nel più famoso bordello della città di Piura, la Casa Verde.
Con questo romanzo Vargas Llosa vince la prima edizione del Premio Rómulo Gallegos, battendo la concorrenza di scrittori più esperti come Gabriel García Márquez.
Il terzo romanzo pubblicato è il monumentale Conversación en la Catedral, nel 1969, una dura analisi della vita politica e sociale del proprio Paese. Il protagonista, Santiago Zavala, figlio di un noto imprenditore con legami politici con la dittatura del generale Odría, incontra casualmente, anni dopo la morte del vecchio genitore, il vecchio autista di famiglia. Durante la conversazione con lui, in una bettola chiamata La Cattedrale, cerca di trovare conferma ai suoi sospetti sul coinvolgimento del padre in un caso di omicidio. La conversazione è l'occasione per l'autore di ripercorrere, con la vita di Santiago, anche la storia politica del Paese alla ricerca delle origini del suo fallimento sociale, politico e morale. 
Segue nel 1973 il romanzo satirico Pantaleón e le visitatrici (Pantaleón y las visitadoras), seguito a sua volta da La tia Julia y el escribidor (1977), che lo vedono cimentarsi con uno stile diverso da quello dei suoi primi lavori, connotato da un'impostazione più leggera e dalla scoperta dello humour.
Con La guerra del fin del mundo del 1981, in cui ripercorre le vicende nel movimento millenarista del profeta brasiliano Antônio O Conselheiro (Antonio Il consigliere), fa una lucida analisi dei contrasti fra la società costiera nello Stato di Bahia, prevalentemente intellettuale e progressista, e la popolazione più arretrata e conservatrice dell'interno. L'impostazione dell'opera è in gran parte pessimistica, e mostra sconsolatamente come le zone meno evolute siano schiacciate dai fermenti delle altre.
A quest'opera capitale fa seguire Historia de Mayta (1984) che affronta il tema del terrorismo, Quién mató Palomino Molero? (1986), un giallo dal risvolto sociale, Elogio de la madrasta (1988), un libro erotico, ed El hablador (1987), tutti romanzi legati da un filo di fondo politico-sociale.
Pubblica poi El pez en el agua (1993), un'opera autobiografica in cui racconta la sua esperienza in politica, e Lituma en los Andes (1993), un giallo che gli vale il Premio Planeta.
Nel 1997 pubblica Los cuadernos de don Rigoberto, seguito tre anni dopo da La festa del chivo e da Il Paradiso è altrove nel 2003 e da Avventure della ragazza cattiva pubblicato nel 2006.
Nel 2010 vince il Premio Nobel per la letteratura per «la propria cartografia delle strutture del potere e per la sua immagine della resistenza, della rivolta e della sconfitta dell'individuo».
Diviene così il primo scrittore di origine peruviana a vincere questo riconoscimento.
Se numerose opere di Vargas Llosa sono influenzate dalla società peruviana, molte sono anche quelle ambientate altrove, specialmente in Europa. Vargas Llosa ha vissuto a lungo nel vecchio continente prima in Spagna, quando frequentò, grazie a una borsa di studio, l'Università Complutense di Madrid, poi in Francia, a Parigi, e più tardi in Inghilterra.
Nel 1993, deluso dall'esito della campagna presidenziale a cui ha partecipato, chiede e ottiene la cittadinanza spagnola.

## Politica
Per quanto riguarda l'impegno politico di Vargas Llosa, negli anni cinquanta sostenne apertamente la rivoluzione cubana guidata da Fidel Castro, per poi però distanziarsene e criticarla. A causa dell'«affaire Padilla» - il governo cubano aveva fatto arrestare e poi costretto a una pubblica autocritica, in cui accusava sé stesso e la moglie (condizione imposta per l'immediato rilascio e la concessione del visto d'uscita), il poeta Heberto Padilla, per avere scritto contro la Rivoluzione e il castrismo -, molti intellettuali socialisti e comunisti, tra cui, oltre a lui, Jean-Paul Sartre, Simone de Beauvoir, Alberto Moravia, Federico Fellini e altri firmarono una lettera di critica al governo cubano, rompendo di fatto i loro rapporti e il sostegno a Castro: Gabriel García Márquez fu, al contrario, l'unico degli intellettuali interpellati che si rifiutò di firmare questa lettera aperta.
Questo cambiamento contribuì a mettere in crisi l'amicizia con García Márquez, sul quale Vargas Llosa nel 1971 aveva scritto la tesi di dottorato. I due scrittori sudamericani non si sono parlati per oltre trent'anni, avendo troncato definitivamente ogni contatto dopo un acceso litigio, avvenuto forse per motivi più personali che politici, a Città del Messico nel 1976: durante la lite Vargas Llosa colpì García Márquez con un pugno in pieno volto. Solo nel 2007, nonostante Vargas Llosa fosse rimasto sulle sue posizioni anticomuniste, avvenne una parziale riappacificazione, quando l'autore peruviano permise la pubblicazione di un suo saggio del 1971, nell'introduzione di una nuova edizione di Cent'anni di solitudine, il capolavoro dello scrittore colombiano.
Negli anni Ottanta, Vargas Llosa si attestò definitivamente su posizioni neoliberiste, rinnegando completamente le idee che lo avevano animato negli anni giovanili. Nel 1983, nel periodo in cui emerse il movimento terrorista d'ispirazione marxista-leninista e maoista Sendero Luminoso, il presidente del Perù Fernando Belaúnde Terry chiese a Vargas Llosa di partecipare alla Commissione di Inchiesta sul caso Uchuraccay, per far luce sull'assassinio di otto giornalisti da parte di un gruppo terroristico.

### Le elezioni presidenziali del 1990
Nel 1987, di fronte agli intenti del governo dell'Alleanza Popolare Rivoluzionaria Americana (APRA) di Alan García Pérez di nazionalizzare le banche, la destra peruviana, fino ad allora moribonda, trovò una causa e un candidato per il suo rinnovamento, aggregandosi al movimento di protesta lanciato da Vargas Llosa e il suo Movimiento Libertad.
Incominciò così la sua breve carriera politica, culminata con la partecipazione alle elezioni generali del 1990 come candidato presidente della repubblica peruviana. Il principale rivale di Vargas Llosa era Alberto Fujimori, un ingegnere figlio di immigrati giapponesi, fino a quel momento praticamente sconosciuto. Per rimediare all'iperinflazione, Vargas Llosa promise di applicare un piano shock di stabilizzazione dei prezzi. Al primo turno delle presidenziali, Vargas Llosa ottenne il 28,2% dei voti; Fujimori il 24,3%; l'APRA, il 19,6%. Fu chiaro che la sinistra e l'APRA avrebbero sostenuto Fujimori, per nessun'altra ragione che sconfiggere Vargas Llosa, candidato del centrodestra.
Lo scrittore peruviano era visto dagli "apristi" e dalla sinistra come un rappresentante dell'elite conservatrice e tradizionale, mentre Fujimori era percepito come un outsider estraneo all'establishment politico. La condotta dei candidati durante la campagna elettorale, in congiunzione con il prolungato periodo di divisione politica che la precedette, diminuì sensibilmente la fiducia dei peruviani nel sistema politico tradizionale e nei suoi partiti. Questa fu la principale ragione che condusse all'elezione di Fujimori al secondo turno. Vargas Llosa ottenne il 33,9% contro il 56,5% del suo rivale.
Tre giorni dopo il secondo turno delle presidenziali Vargas Llosa volò a Parigi. Nel 1992 Fujimori attuò però un colpo di Stato con il quale soppresse le libertà fondamentali: governerà come dittatore fino al 2000, rendendosi responsabile di gravi crimini contro l'umanità, per i quali verrà condannato. Inoltre finì per attuare un programma economico di austerità molto più radicale e duro di quello sostenuto da Llosa e di quanto richiesto dal Fondo Monetario Internazionale in cambio di aiuti economici. Vargas Llosa non tornò in patria per molti anni a causa dell'instabilità politica peruviana. Continuando a intervenire, seppur da lontano, sugli eventi politici peruviani, ha sostenuto le candidature presidenziali di Ollanta Humala nel 2011, di Kuczynski nel 2016, di Keiko Fujimori nel 2021.
Nel 2023, Vargas Llosa ha aderito al nuovo partito peruviano Libertad Popular, di ispirazione liberista.

### Il trasferimento in Spagna e la partecipazione alla politica spagnola ed europea
Nel 1993 Vargas Llosa chiese e ottenne dal governo spagnolo (allora a guida socialista) la cittadinanza spagnola, che egli ha potuto acquisire senza dover rinunciare a quella peruviana.
Nel 1994 è stato nominato membro della Real Academia Española.
Mario Vargas Llosa è stato uno dei primi firmatari del Manifesto per la lingua comune del giugno 2008, un documento pubblico presentato dai suoi estensori come difesa delle minoranze di lingua spagnola nelle Comunità autonome della Spagna, diretto in particolare contro ogni tutela del catalano in Catalogna, Paese valenziano e Baleari.
Vargas Llosa ha partecipato nel 2010 a una riunione della Commissione Trilaterale.
Il 16 maggio 2010 Varga Llosa si dichiara pubblicamente per la libertà della Corrida: "le ragioni di una festa crudele: vietarla sarebbe un’enorme perdita per l’arte, la tradizione e la cultura nella quale sono nato" 
Intervistato a più riprese dalla stampa sulla situazione politica italiana, lo scrittore ha aspramente criticato il Presidente del Consiglio Silvio Berlusconi, sia sul piano umano sia sul piano politico, pur riconoscendogli un talento politico.
Nel 2011 ricevette il titolo di marchese dal re Juan Carlos I di Spagna.
L'8 ottobre 2017 Vargas Llosa tenne un appassionato discorso alla marcia degli unionisti a Barcellona, perorando la causa contro i secessionisti catalani, bollando il referendum illegale come «tentativo di colpo di stato» di una minoranza e denunciando l'atto eversivo contro la maggioranza della popolazione catalana, contraria alla separazione dalla Spagna. Successivamente si oppose all'indulto umanitario verso l'ex dittatore peruviano Fujimori.

## Teatro
È anche stimato autore di teatro, con all'attivo una decina di opere teatrali.
Nel 1981 pubblicò La señorita de Tacna, nel 1983 Kathie y el hipopótamo, nel 1986 La Chunga, nel 1993 El loco de los balcones.

## Opere

### Romanzi
- La città e i cani (La ciudad y los perros, 1963)[17]; Milano, Feltrinelli, 1967; Milano, Rizzoli, 1985, ISBN 88-17-67881-3; Torino, Einaudi, 1998, ISBN 88-06-14774-9
- La Casa Verde (La casa verde, 1966), Torino, Einaudi, 1970
- Conversazione nella Cattedrale (Conversación en La Catedral, 1969)
- Pantaleón e le visitatrici (Pantaleón y las visitadoras, 1973), trad. di Angelo Morino, Milano, Bompiani, 1975; Introduzione di Rosalba Campra, Milano, BUR, 1987, ISBN 978-88-171-3669-3; nuova ed. con un saggio inedito dell'autore, Collana ETascabili. Letteratura n.836, Torino, Einaudi, 2001, ISBN 978-88-061-5848-4.
- La zia Julia e lo scribacchino (La tía Julia y el escribidor, 1977)
- La guerra della fine del mondo (La guerra del fin del mundo, 1981)
- Storia di Mayta (Historia de Mayta, 1984), trad. di Angelo Morino, Milano, Rizzoli, 1985, ISBN 88-17-67880-5; Milano, BUR, 1988, ISBN 978-88-171-6674-4; Collana ETascabili n.997, Torino, Einaudi, 2002, ISBN 978-88-061-6299-3.
- Chi ha ucciso Palomino Molero? (¿Quién mató a Palomino Molero?, 1986)
- Il narratore ambulante (El hablador, 1987), trad. di Angelo Morino, Collana La Scala stranieri, Milano, Rizzoli, 1989; Torino, Einaudi, 2010
- Elogio della matrigna (Elogio de la madrastra, 1988), trad. di Angelo Morino, Collana Scala stranieri, Milano, Rizzoli, 1990, ISBN 978-88-176-7884-1; Collana La Scala n.10, Milano, BUR, 2000, ISBN 978-88-171-0601-6; Collana ET Scrittori, Torino, Einaudi, 2010, ISBN 978-88-061-8024-9.
- Il caporale Lituma sulle Ande (Lituma en los Andes, 1993)
- I quaderni di don Rigoberto (Los cuadernos de don Rigoberto, 1997), trad. di Glauco Felici, Collana Supercoralli, Torino, Einaudi, 1997, ISBN 978-88-061-4543-9; Collana ETascabili n.757, Einaudi, 2000, ISBN 978-88-061-5603-9.
- La festa del caprone (La fiesta del Chivo, 2000)
- Il Paradiso è altrove (El paraíso en la otra esquina, 2003)
- Avventure della ragazza cattiva (Travesuras de la niña mala, 2006), Torino, Einaudi, 2006, ISBN 978-88-06-21939-0
- Il sogno del Celta (El sueño del celta, 2010)
- L'eroe discreto (El héroe discreto, 2013), trad. di Federica Niola, Collana Supercoralli, Torino, Einaudi, 2013, ISBN 978-88-062-1789-1.
- Crocevia (Cinco esquinas, 2016), trad. di Federica Niola, Collana Supercoralli, Torino, Einaudi, 2016, ISBN 978-88-062-3209-2.
- Tempi duri (Tiempos recios, 2019), traduzione di Federica Niola, Collana Supercoralli, Torino, Einaudi, 2020, ISBN 978-88-062-4608-2.
- Le dedico il mio silenzio (Le dedico mi silencio, 2023), traduzione di Federica Niola, Collana Supercoralli, Torino, Einaudi, 2024, ISBN 978-88-062-6409-3.

### Racconti
- I capi (Los jefes, 1959), Roma, Editori Riuniti, 1978; Milano, BUR, 1996, ISBN 88-17-13850-9; Torino, Einaudi, 2003, ISBN 88-06-16602-6 [contiene i seguenti racconti: "Los jefes", "El desafío", "El hermano menor", "Día domingo", "Un visitante", "El abuelo"]
- I cuccioli (Los cachorros, 1968); Roma, Editori Riuniti, 1978; Milano, BUR, 1996, ISBN 88-17-13850-9; Torino, Einaudi, 2003, ISBN 88-06-16602-6.
- El hombre de negro (2019), pubblicato sulla rivista Letras Libres n.º 248.
- I venti (Los vientos, 2021, in Letras Libres n.º 274), traduzione di Federica Niola, Torino, Einaudi, 2025 (in pubblicazione in autunno).

#### Racconti per bambini
- Alfonsino e la luna (Fonchito y la luna, 2010), traduzione di Ernesto Franco, Collana ET. Pop, Torino, Einaudi, 2012, ISBN 978-88-062-1098-4.
- La storia della nave dei bambini (El barco de los niños, 2014), traduzione di M. Trucco, Roma, GEDI, 2013, ISBN 978-88-837-1394-1.

### Memorie
- Il pesce nell'acqua (El pez en el agua, 1993)

### Saggistica
- Bases para una interpretación de Rubén Darío (tesi universitaria, 1958; pubblicata nel 2001)
- García Márquez. Historia de un deicidio (1971)
- La orgía perpetua. Flaubert y Madame Bovary, 1975
  - L'orgia perpetua. Flaubert e Madame Bovary, trad. di Angelo Morino, Collana La scala, Milano, Rizzoli, 1986, ISBN 978-88-17-85503-7.
  -  L'orgia perpetua. Flaubert e Madame Bovary, traduzione di Giuliana Calabrese, Collana Di là dal fiume e tra gli alberi, Milano, Edizioni Settecolori, 2025, ISBN 979-12-815-1931-2.
- La verità delle menzogne (La verdad de las mentiras. Ensayos sobre la novela moderna, 1990), Collana Prosa, Milano, Scheiwiller, 2010, ISBN 978-88-764-4532-3.
- In quante lingue si può sognare? (In Memory of Borges), scritti di Jorge Luis Borges, Graham Greene e Mario Vargas Llosa, a cura di Norman Thomas di Giovanni, traduzione di Raul Montanari, Milano, Leonardo, 1991.
- Carta de batalla por Tirant lo Blanc (1991)
- La utopía arcaica. José María Arguedas y las ficciones del indigenismo (1996)
- Lettere a un aspirante romanziere (Cartas a un joven novelista, 1997), traduzione di G. Felici, Collana Stile Libero n.537, Torino, Einaudi, 1998, ISBN 978-88-061-4936-9.
- La tentazione dell'impossibile. Victor Hugo e i «I Miserabili» (La tentación de lo imposible. Victor Hugo y Los miserables, 2004), a cura di A. Ciabatti, Collana Prosa e poesia, Scheiwiller, 2011, ISBN 978-88-764-4634-4.
- Letteratura e politica, traduzione di R. Bovaia, Collana Le occasioni, Bagno a Ripoli, Passigli, 2005, ISBN 978-88-368-0826-7.
- El viaje a la ficción. El mundo de Juan Carlos Onetti (2008)
- La civiltà dello spettacolo (La civilización del espectáculo, 2012), trad. di Federica Niola, Collana Passaggi, Torino, Einaudi, 2013, ISBN 978-88-06-21628-3.
- Il richiamo della tribù (La llamada de la tribu, 2018), trad. di Federica Niola, Collana Passaggi, Torino, Einaudi, 2019, ISBN 978-88-06-24195-7.
- Mezzo secolo con Borges (Medio siglo con Borges, 2020; ed. orig., Un demi-siècle avec Borges, 2004), a cura di Martha L. Canfield, Collana Latinoamericana n.25, Firenze, Le Lettere, 2022, ISBN 978-88-936-6319-9.
- La realidad de un escritor (2020; ed. orig., A Writer's Reality, 1991)
- La mirada quieta (de Pérez Galdós) (2022)
- Un bárbaro en París. Textos sobre la cultura francesa (2023)

### Giornalismo
- Tra Sartre e Camus (Entre Sartre y Camus, 1981), Collana Prosa e poesia, Milano, Scheiwiller, 2010, ISBN 978-88-764-4623-8.
- Contra viento y marea (1962-1982) (1983) [ed. aumentata di Entre Sartre y Camus]
- Contra viento y marea. Volumen I (1962-1972) (1986) [I parte ampliata del libro del 1983]
  -  Epitaffio per un impero culturale. Contro vento e marea (1962-1966), vol. I, Collana Prosa e poesia, Milano, Scheiwiller, 2011, ISBN 978-88-764-4641-2.
  -  La letteratura è fuoco. Contro vento e marea (1967-1976), vol. II, Collana Prosa e poesia, Milano, Scheiwiller, 2011, ISBN 978-88-764-4644-3.
  -  Gioco senza regole. Contro vento e marea, vol. III, Collana Prosa e poesia, Milano, Scheiwiller, 2011, ISBN 978-88-764-4646-7.
  -  La logica del terrore. Contro vento e marea, vol. IV, Collana Prosa e poesia, Milano, Scheiwiller, 2012, ISBN 978-88-764-4621-4.
  -  Barbaro tra i civili. Contro vento e marea, vol. V, Collana Prosa e poesia, Milano, Scheiwiller, 2023, ISBN 978-88-764-4645-0.
  -  La rivoluzione silenziosa. Contro vento e marea, vol. VI, Collana Prosa e poesia, Milano, Scheiwiller, 2023, ISBN 978-88-764-4622-1.
- Contra viento y marea. Volumen II (1972-1983) (1986) [II parte ampliata del libro del 1983]
- Contro vento e marea (1964-1988) (Contra viento y marea, 1990), a cura di M.L. Canfield e A. Ciabatti, Firenze, Centro Studi Jorge Eielson, 2015, ISBN 978-88-905189-6-6.
- Sfide alla libertà (Desafíos a la libertad, 1994), Collana Prosa e poesia, Milano, Scheiwiller, 2011, ISBN 978-88-764-4635-1. [scritti 1990-1994]
- El lenguaje de la pasión (2000)
- La libertà selvaggia. Diario dall'Iraq (Diario de Irak, 2003), con le fotografie di Morgana Vargas Llosa, trad. di Glauco Felici, Collana Gli struzzi n.587, Torino, Einaudi, 2004.
- Martha Canfield (a cura di), Israele Palestina. Pace o guerra santa. Dallo smantellamento delle colonie al trionfo delle destre (Israel/Palestina. Paz o guerra santa, 2006), traduzione di D. Iori, Collana Idee, Milano, Scheiwiller, 2009, ISBN 978-88-764-4607-8.
- Sogno e realtà dell'America Latina, traduzione di C. Fogante, Introduzione di Carlo Nordio, Collana Oche del Campidoglio n.142, Liberilibri, 2020, ISBN 978-88-980-9464-6.
- Alberto Mingardi (a cura di), Sciabole e utopie. Visioni dell'America Latina (Sables y utopías. Visiones de América Latina, 2009), traduzione di A. Battistelli, Collana Oche del Campidoglio n.145, Liberilibri, 2020, ISBN 978-88-980-9474-5.
- Piedra de Toque. Volumen I (1962-1983) (2012)
- Piedra de Toque. Volumen II (1984-1999) (2012)
- Piedra de Toque. Volumen III (2000-2012) (2012)
- El fuego de la imaginación. Libros, escenarios, pantallas y museos. Obra periodística I (2022)
- El país de las mil caras. Escritos sobre el Perú. Obra periodística II (2024)

### Interviste
- Cosas de escritores. Gabriel García Márquez, Mario Vargas Llosa, Julio Cortázar, con Ernesto González Bermejo, 1971.
- Veinticuatro por veinticuatro, con Ana María Moix, 1973.
- Galaxia latinoamericana. Siete años de entrevistas, con Jean Michel Fossey, 1973.
- El buitre y el ave Fénix. Conversaciones con Mario Vargas Llosa, con Ricardo Cano Gaviria, 1972.
- Diálogo con Vargas Llosa, con Ricardo A. Setti, 1986.
- Peregrinos de la lengua, con Alfredo Barnechea, 1997.
- Mario Vargas Llosa. La vida en movimiento, con Alonso Cueto, 2003.
- Entrevistas escogidas, Selección, prólogo y notas de Jorge Coaguila, 2004.
- El inconquistable, con Beto Ortiz, trascrizione dell'intervista TV del 2000, 2011.
- Conversación con las catedrales. Encuentros con Vargas Llosa y Borges, con Rubén Loza Aguerrebere, 2014.
- Conversación en Princeton, con Rubén Gallo, 2017. [corso su letteratura e politica interno a cinque libri di Vargas Llosa: Conversación en La Catedral, Historia de Mayta, ¿Quién mató a Palomino Molero?, El pez en el agua, La fiesta del Chivo]
- Davanti allo specchio. Conversazioni con Juan Cruz Ruiz (Encuentros con Mario Vargas Llosa, 2017), traduzione di A. Falivene, Mimesis, 2023, ISBN 978-88-575-9570-2.
- 70 años de conversaciones con escritores de paso, con Mary Ferrero, 2017.

### Dialoghi
- M. Vargas Llosa-Gabriel García Márquez, Due solitudini. Il romanzo dell'America Latina (La novela en América Latina. Diálogo, 1968), traduzione di Bruno Arpaia, scritti di Juan Gabriel Vásquez e Luis Rodríguez Pastor, nota di José Miguel Oviedo, Collana Oscar Moderni, Milano, Mondadori, 2021, ISBN 978-88-047-4220-3. [tenuta tra il 5 e il 7 settembre 1967]
- Una discusión literaria (2001), con Felipe González nel primo anniversario del romanzo La fiesta del Chivo.
- M. Vargas Llosa-Claudio Magris, La letteratura è la mia vendetta (La literatura es mi venganza, 2011), Collana Libellule, Milano, Mondadori, 2012, ISBN 978-88-046-2535-3.
- Vie Maestre, Conversazione con Martha Canfield. Con un intervento di Claudio Magris, Firenze, Le Lettere, 2023, ISBN 978-88-936-6408-0. [intervento tenuto il 10 novembre 2022 in Palazzo Vecchio a Firenze]

### Discussioni
- Literatura en la revolución y revolución en la literatura (1970), con Óscar Collazos e Julio Cortázar.
- García Márquez y la problemática de la novela (1973), con Ángel Rama intorno al libro García Márquez: historia de un deicidio.

### Conferenze
- La novela (1968). Riflessioni sul romanzo come genere letterario. Conferenza tenuta alla Universidad de Montevideo l'11 agosto del 1966.
- Historia secreta de una novela (1971). Sulla scrittura del romanzo La casa verde. Conferenza tenuta alla Washington State University l'11 dicembre 1968.
- José María Arguedas, entre sapos y halcones (1978). Discorso di ingresso all'Academia de la Lengua Peruana.
- Las discretas ficciones de Azorín (1996). Discorso di ingresso alla Real Academia Española e replica di Camilo José Cela.
- XVIII Pregón Taurino Sevilla 2000 (2000).
- Literatura y política (2001). Conferencia dettata durante la Cátedra Alfonso Reyes, del Tecnológico di Monterrey, nel 2000.
- La literatura y la vida (2001). Conferenza magistrale alla UPC del Perú.
- Palma, valor nacional (2003). Testo di Vargas Llosa letto alla Alameda Ricardo Palma a Miraflores.
- El Quijote. Una mirada americana (2004). Include testi di Jorge Luis Borges, Octavio Paz ed Ernesto Sabato. Di Vargas Llosa è «El Quijote y la tentación de lo imposible», una versione riveduta del suo discorso di accettazione del Premio Cervantes 1994.
- En torno a la poesía (2006). Conferenza pronunciata alla Casa de América di Madrid il 19 maggio 2005, dentro il ciclo "Los otros poetas", della Fundación Loewe. Prologo di Luis Antonio de Villena.
- Sueño y realidad de América Latina (2009). Discorso per il ricevimento de dottorato honoris causa per la Pontificia Universidad Católica del Perú.
- Elogio della letteratura e della finzione (Elogio de la lectura y la ficción), traduzione di Paolo Collo, Collana Vele, Torino, Einaudi, 2011, ISBN 978-88-062-0856-1. [Discorso di accettazione del Premio Nobel per la Letteratura, all'Accademia di Svezia, 2010]
- Lección de lectura (2014). Include "Elogio de la lectura y la ficción"; "Elogio de las bibliotecas", pronunciato Berlino per il 75º anniversario dell'Instituto Ibero-Americano. Edizione non venale del Sindicato Nacional de los Trabajadores de la Educación (SNTE) de México come parte della sua raccolta "El Elogio de la Educación". Riedito nel 2015 per Taurus, nella Collezione Great Ideas, come "Elogio de la educación".

### Corsi universitari
- La realidad de un escritor (2020; ed. orig. A Writer's Reality, Syracuse University Press, 1991). Seminario tenuto alla Syracuse University nel 1988 sobre le cronache delle Indie, la narrativa di Borges e i suoi romanzi: La ciudad y los perros, La casa verde, Pantaleón y las visitadoras, La tía Julia y el escribidor, La guerra del fin del mundo e Historia de Mayta.
- Conversación en Princeton (2017), con Rubén Gallo. Seminario tenuto all'Università di Princeton nel 2015 sulle teorie del romanzo, il giornalismo e la letteratura, su Conversación en La Catedral, Historia de Mayta, ¿Quién mató a Palomino Molero?, El pez en el agua, La fiesta del Chivo e il terrorismo nel XXI secolo.

### Teatro
- La huida del Inca (1952)
- La signorina di Tacna (La señorita de Tacna, 1981)
- Kathie e l'ippopotamo (Kathie y el hipopótamo, 1983)
- La Chunga (1986), trad. di Ernesto Franco, Collezione di teatro n.430, Torino, Einaudi, 2012, ISBN 978-88-062-0114-2
- El loco de los balcones (1993)
- Ojos bonitos, cuadros feos (1996)
- Odiseo y Penélope (2007)
- Appuntamento a Londra (Al pie del Támesis, 2008), trad. di Ernesto Franco, Collezione di teatro n.419, Torino, Einaudi, 2009, ISBN 978-88-062-0073-2
- Las mil noches y una noche (2009)
- I racconti della peste (Los cuentos de la peste, 2015), trad. di V. Nardoni, Collana narrativa, Bagno a Ripoli, Passigli, 2018, ISBN 978-88-368-1535-7

### Poesie
- Estatua viva (2004), con Fernando de Szyszlo. Contiene la poesia omonima di Vargas Llosa e tre litografie originali di Szyszlo.
- La exorcista (2004). Poesia che accompagna la scultura omonima di Manolo Valdés, esposta sul ponte di Cantalojas, a Bilbao la Vieja, vicino alle strade Zabala y San Francisco.
- Diálogo de damas (2007). Tre poesie relazionate con le sculture di Manolo Valdés. Aeroporto di Madrid-Barajas.
- «Padre Homero» (2010), sulla revista Letras Libres nº 105.
- El alejandrino (2015), con Fernando de Szyszlo. Contiene la poesie omonima di Vargas Llosa e litografie originali di Szyszlo.
- «Borges o la casa de los juguetes», in Mezzo secolo con Borges (Medio siglo con Borges, Alfaguara, 2020).

### Epistolari
- Las cartas del Boom (2023), con Julio Cortázar, Carlos Fuentes e Gabriel García Márquez

### Raccolte complessive italiane
- Romanzi (vol. I: La città e i cani; La casa verde; Conversazione nella Cattedrale), traduzione di Enrico Cicogna, a cura di Bruno Arpaia, Collana I Meridiani, Milano, Mondadori, 2017, ISBN 978-88-04-67363-7.
- Romanzi (vol. II: La zia Julia e lo scribacchino; La festa del caprone; Avventure della ragazza cattiva; Crocevia), introduzione di Bruno Arpaia, Collana I Meridiani, Milano, Mondadori, 2017, ISBN 978-88-04-67766-6.

### Altre pubblicazioni
- Pieles negras y blancas (1959), di Cata Podestá. Vargas Llosa ne fu il ghost-writer.
- Primer encuentro de narradores peruanos. Arequipa 1965 (1969). Con Ciro Alegría, José María Arguedas, Sebastián Salazar Bondy, Oswaldo Reynoso e altri.
- El combate imaginario. Las cartas de batalla de Joanot Martorell (1972). Con Martín de Riquer. L'apporto di Vargas Llosa al libro, «Martorell y el 'elemento añadido' en el Tirant lo Blanc», formó parte del suo libro Carta de batalla por Tirant lo Blanc.
- Retratos y autorretratos (1973). Fotografie di Sara Facio e Alicia D'Amico con testi di vari scrittori. Il libro è composto da fotografie di facce e di ritratti verbali degli autori fotografati. «Yo y mi imagen...» è il testo di Vargas Llosa.
- La utopía arcaica (1978). Centre of Latin American Studies, University of Cambridge.
- Informe de la Comisión Investigadora de los Sucesos de Uchuraccay (1983). Scritto in nome della commissione.
- La cultura de la libertad, la libertad de la cultura (1985).
- Mario Vargas Llosa. Semana de autor (1985). Con Carlos Barral, Jorge Edwards, Rafael Conte, Juan Jesús Armas Marcelo e altri.
- El debate (1990). Trascrizione del dibattito presidenziale tra Vargas Llosa e Alberto Fujimori. Universidad del Pacífico, Centro de Investigación, Lima.
- Textos del joven Vargas Llosa. Literatura - Política - Derechos humanos (1994)
- Hitos y mitos literarios (1995). Almanacco accompagnato da frammenti dei prologhi di Vargas Llosa per la Biblioteca de Plata. Illustrazioni di Willi Glasauer.
- Una historia no oficial (1997). Antologia di frammenti tratti dai suoi romanzi.
- Dietario de posguerra (1998). Edición de Arcadi Espada. Vargas Llosa vi ha contribuito con «El día que me instalé en Sarriá», scritto nel 1997.
- José Luis Cuevas (1998). Catalogo della mostra. Vargas Llosa collabora col breve saggio «Los monstruos».
- Al pie de la letra. Geografía fantástica del alfabeto español (2001). Vargas Llosa collabora con un testo dedicato alla L: «Libre, lectora, literaria, leguleya y liberal».
- Andes (2001). Testi di Vargas Llosa e foto di Pablo Corral.
- Enciclopedia. Álbum (2002), di Óscar Tusquets. Vargas Llosa vi apporta il suo breve testo «Gauche divine».
- Iberoamérica mestiza. Encuentro de pueblos y culturas. Catalogo della mostra (2003). Vargas Llosa collabora con il saggio «El Inca Garcilaso y la lengua de todos».
- La búsqueda del paraíso y el realismo liberal (2004)
- Mario Vargas Llosa. Vida que es palabra (2006). Versione in spagnolo di Mario Vargas Llosa. Cahier de L'Herne.
- Diccionario del amante de América Latina (2006). Versione in spagnolo di Dictionnaire amoureux de l’Amérique Latine.
- El árbol del espíritu (2009). Pregón al aceite. Ilustrazioni di Juan Romero. Edizione a cura di Pedro Tabernero.
- Diario de viaje, 2010. Tour di Mario Vargas Llosa per il Congo e l'Irlanda sulle orme di Roger Casement.
- Sentimiento del toreo (2010). Antologia collettiva. Edizione a cura di Carlos Marzal. Il testo di Vargas Llosa è il discorso tenuto nella piazza dei tori di Siviglia il 23 aprile 2000, pubblicato autonomamente come XVIII Pregón Taurino Sevilla 2000.
- Diálogo con Navegante (2013). Con José Tomás e altri.
- Ciudad, arquitectura y paisaje (2013). Testi di Vargas Llosa sui temi dell'architettura e l'esperienza urbana.

## Adattamenti dalle sue opere

### Cinema
- Día domingo, regia di Luis Llosa (1970)
- Los cachorros, regia di Jorge Fons (1973)
- Pantaleón e le visitatrici, regia di José María Gutiérrez Santos e di Mario Vargas Llosa (Pantaleón y las visitadoras, 1975)
- La ciudad y los perros, regia di Francisco José Lombardi (1985)
- Jaguar, regia di Sebastián Alarcón (1986)
- Zia Giulia e la telenovela, regia di Jon Amiel (Tune in Tomorrow, 1990)
- Pantaleón e le visitatrici, regia di Francisco José Lombardi (Pantaleón y las visitadoras, 1999)
- La fiesta del chivo, regia di Luis Llosa (2005)

### Televisione
- La tía Julia y el escribidor, regia di David Stivel (1981), [telenovela]
- El Chivo, regia di Andrés Biermann, Rolando Ocampo e di Alfonso Pineda Ulloa (2014), [telenovela]

## Premi
- 2013 - Premio letterario Giuseppe Tomasi di Lampedusa per Il sogno del Celta
- 2012 - Premio Carlos Fuentes[18]
- 2010 - Premio Internazionale Viareggio-Versilia
- 2009 - Premio Ceppo Pistoia (Premio Ceppo Internazionale "Piero Bigongiari")
- 2008 - Premio mondiale Cino Del Duca
- 2006 - Premio Maria Moors Cabot[19]
- 2004 - Premio Grinzane Cavour
- 2002 - Premio PEN/Nabokov[20]
- 1996 - Premio internazionale per la pace degli editori tedeschi
- 1994 - Premio Cervantes, dopo aver assunto la cittadinanza spagnola
- 1993 - Premio Planeta per Il caporale Lituma sulle Ande, un giallo con protagonista uno dei personaggi di Chi ha ucciso Palomino Molero?
- 1986 - Premio Grinzane Cavour per la Narrativa straniera
- 1986 - Premio Principe delle Asturie per la Letteratura
- 1967 - Premio Rómulo Gallegos
- 1962 - Premio Biblioteca Breve